# مارک فورنه مولنه
مارک فورنه مولنه (انگلیسی: Marc Forné Molné؛ زادهٔ ۳۰ دسامبر ۱۹۴۶) سیاست‌مدار اهل آندورا است. وی از ۷ دسامبر ۱۹۹۴ تا ۲۰ فوریه ۲۰۰۵ نخست‌وزیر آندورا بود.